# Långtjärnen (Venjans socken, Dalarna, nordost om Gävunda)
Långtjärnen är en sjö i Mora kommun i Dalarna och ingår i Dalälvens huvudavrinningsområde.